# 肩斑大咽齒鯛
肩斑大咽齒鯛，為輻鰭魚綱鱸形目隆頭魚亞目隆頭魚科的其中一種，分布於西印度洋的馬達加斯加及南非納塔爾海域，棲息深度4-16公尺，體長可達11公分，棲息在礁石區，生活習性不明。

## 擴展閱讀
維基物種上的相關：肩斑大咽齒鯛